# آستین ابوت
آستین ابوت (انگلیسی: Austin Abbott؛ ۱۸ دسامبر ۱۸۳۱ – ۱۹ آوریل ۱۸۹۶) یک دانشمند اهل ایالات متحده آمریکا بود.